# Rejon sarmanowski
Rejon sarmanowski (ros. Сарма́новский райо́н, tatar. Сарман районы) – rejon w należącej do Rosji autonomicznej republice Tatarstanu.
Rejon leży we wschodniej części kraju, jego ośrodkiem administracyjnym jest wieś Sarmanowo. Według danych na rok 2020 rejon zamieszkiwało 34 230 osób, a gęstość zaludnienia wyniosła 24,71 os./km2. Ponad 90% populacji stanowią Tatarzy, 8,6% Rosjanie oraz 1,4% pozostałe narodowości.

## Geografia
Rejon sarmanowski graniczy na północy z rejonem tukajewskim, na północnym-wschodzie z mienzielinskim, na wschodzie z muslumowskim, na południowym-wschodzie z aznakajewskim, na południowym-zachodzie z almietjewskim, a na zachodzie z rejonem zaińskim.
Powierzchnia rejonu wynosi 1385 km2.

## Galeria

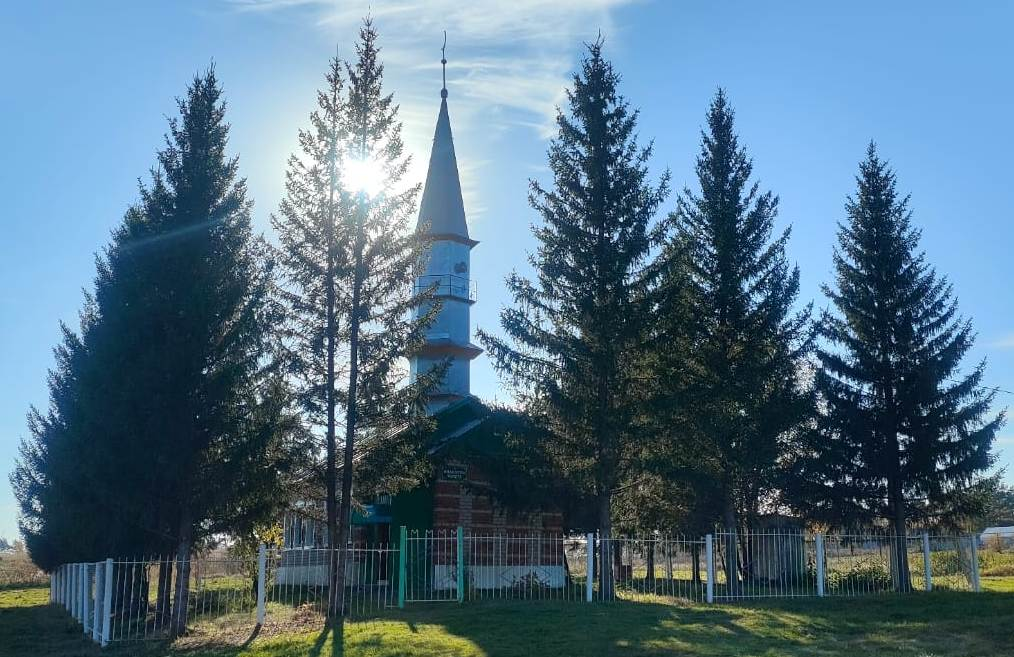
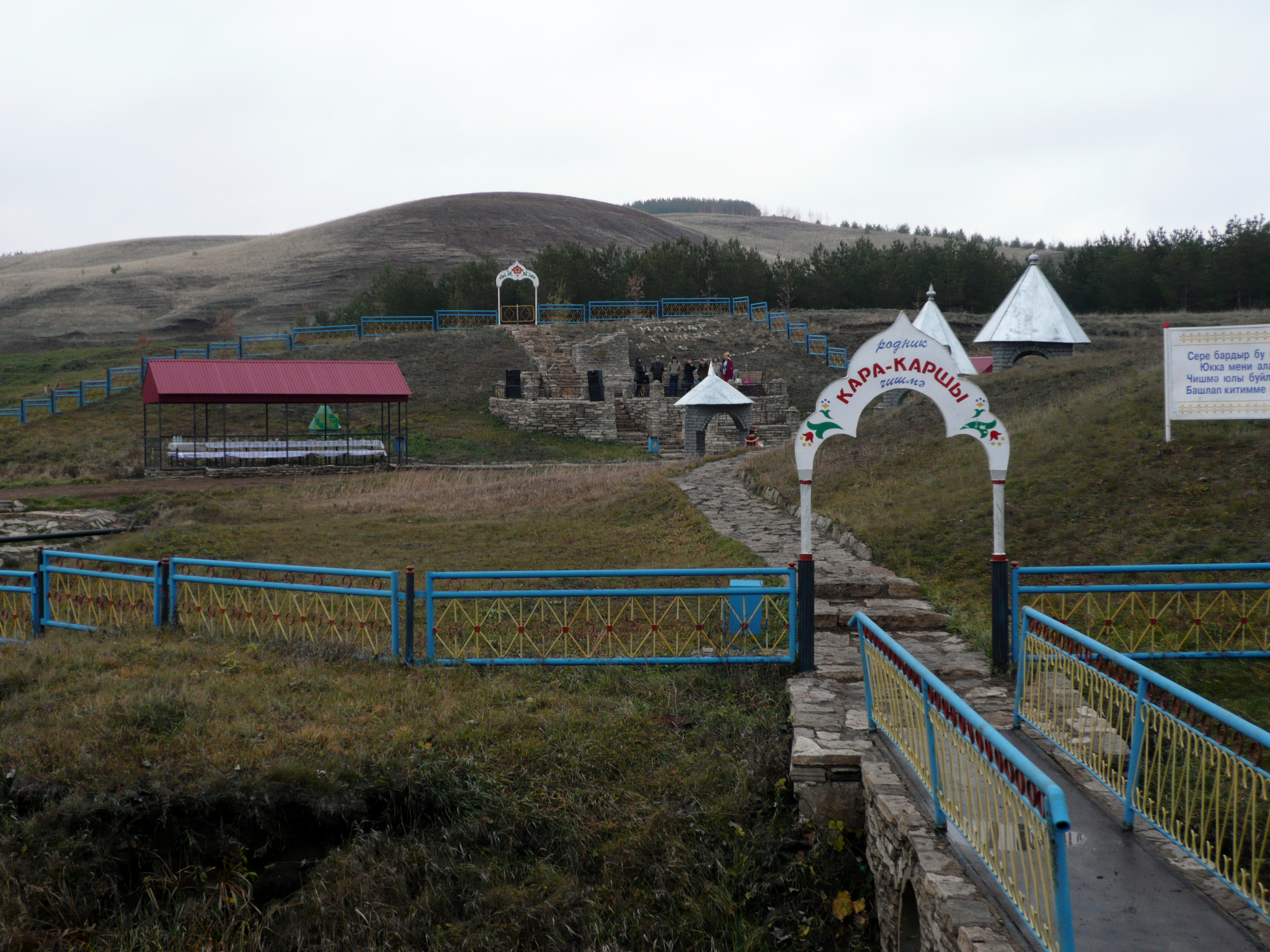
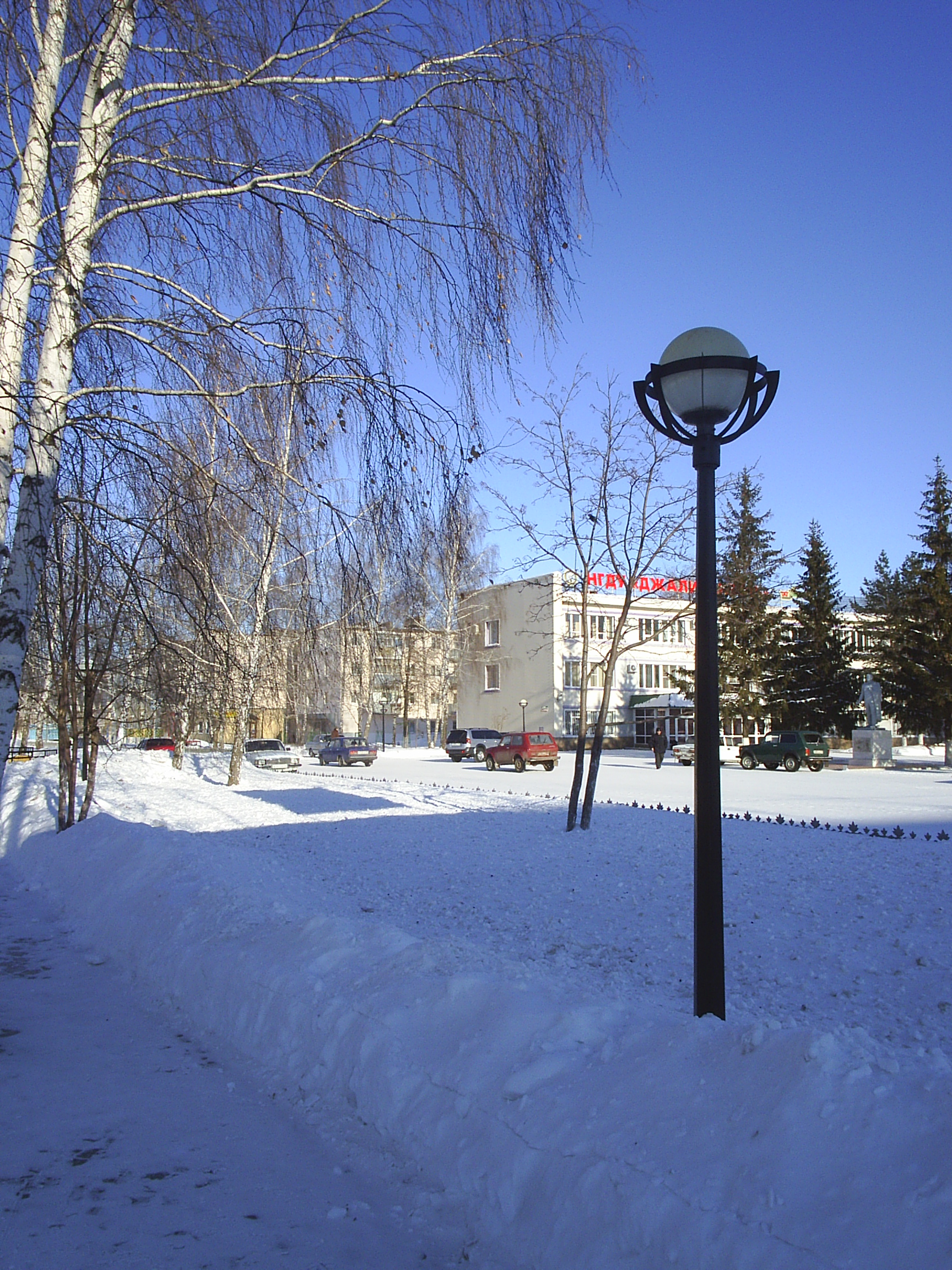
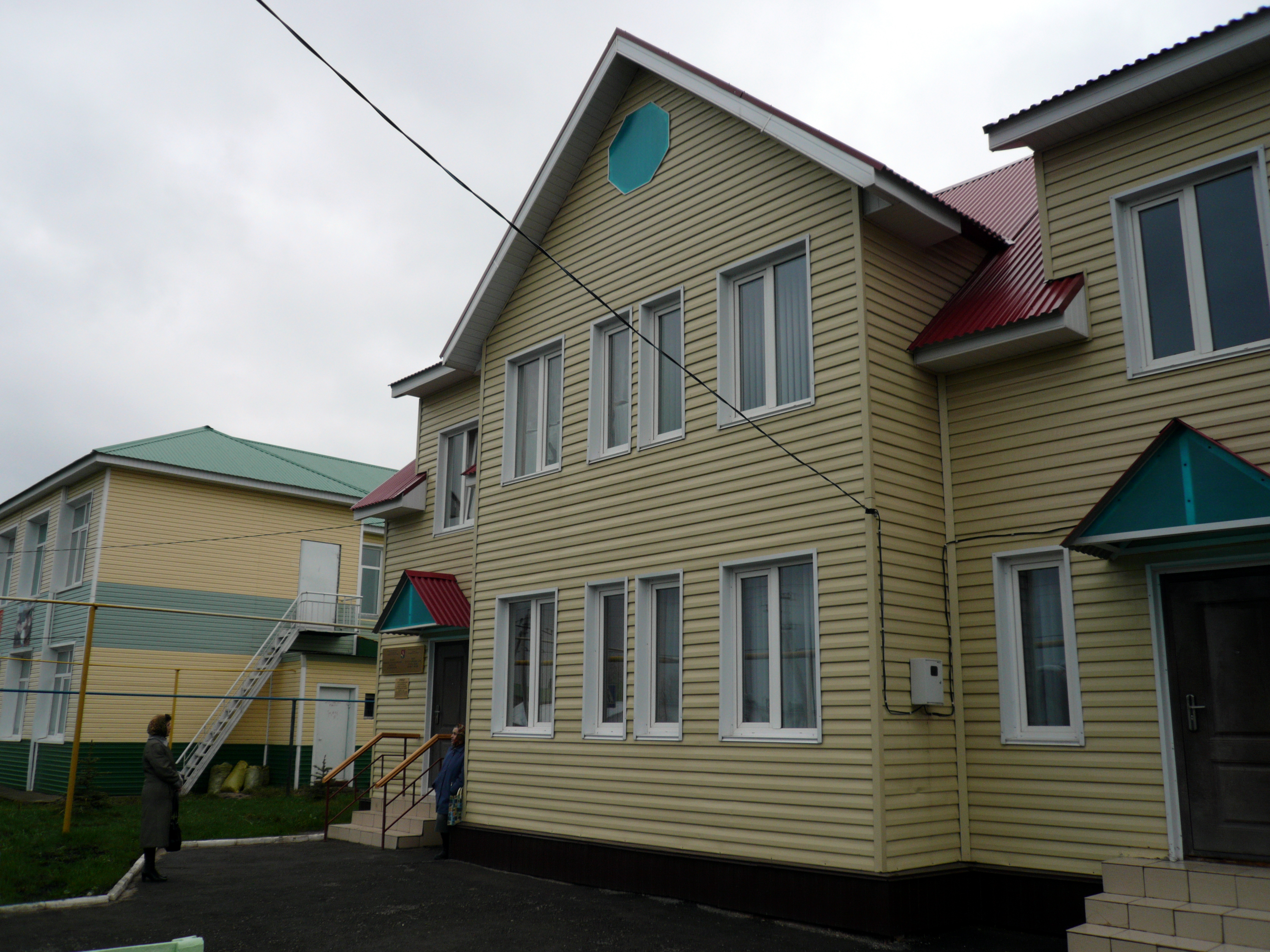